# アンドリュス・マズロニス
アンドリュス・マズロニス（Andrius Mazuronis、1979年7月13日 - ）は、リトアニアのエンジニア、政治家。

## 経歴
1979年、シャウレイ生まれ。父は建築家で後に政治家となるヴァレンティナス・マズロニス。シャウレイ・アイダス中等学校を卒業後、1997年にヴィリニュス・ゲディミナス工科大学 (VGTU) に入学。2003年、修士課程を修了した。建築工学修士。
エンジニアとしての経歴を積んだ後、政治家に転身。2008年リトアニア議会選挙に政党「秩序と正義」から出馬し、当選。2012年リトアニア議会選挙で再選。2015年3月、政党「秩序と正義」を離党し無所属となった。その後、自由運動に入党。2019年、自由運動を離党し労働党に入党。2022年から24年まで同党党首を務めた。
2024年、欧州議会議員選挙で労働党が議席を獲得できなかったことに対する責任をとり、党首を辞任。同年、労働党を離党、国会ではリトアニア地域党の会派に所属することとなった。また、同年10月に行われるリトアニア議会選挙では地域党のリストから出馬することを発表。

## 家族
2児（カユス、アルタス）の父。妻はラウラ。